# Jan Ruff O'Herne

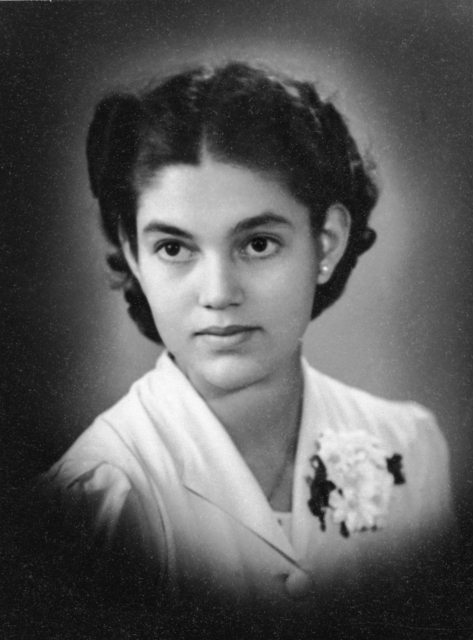
Jan O'Herne (1942)

Jeanne Alida (Jan) Ruff O'Herne (Semarang, 18 januari 1923 – Adelaide, 19 augustus 2019) was de eerste Europese vrouw die naar buiten bracht dat ze met andere jonge vrouwen gedwongen werd tot seksuele slavernij voor het Japanse Keizerlijke leger en te zijn verkracht.

## Biografie
Jan was het derde van vijf kinderen in een koloniale familie die al meerdere generaties in Indië verbleef. Ze groeide op bij de suikerfabriek in Tsjepiring, nabij Semarang. Nadat ze door de Japanse bezetter was geïnterneerd werd ze op 26 februari 1944 met andere meisjes geselecteerd en gedwongen om als troostmeisje in een militair bordeel, "Het Huis der Zeven Zeeën", in Semarang te werken. Ze werd herhaaldelijk verkracht en geslagen. In een poging om onaantrekkelijk te zijn, knipte ze haar haar af, maar het had juist een tegengesteld effect. Toen ze zwanger raakte werd ze tot abortus gedwongen. Na drie maanden werd ze naar een kamp bij Batavia gebracht, dat op 15 augustus 1945 werd bevrijd. Jan huwde in 1946 een van haar bevrijders, de Britse soldaat Tom Ruff. Zij gingen in het Verenigd Koninkrijk wonen en emigreerden in 1960 naar Australië. Haar belangrijkste trauma was dat het zwaar was om geslachtsgemeenschap te hebben met haar man. Een operatie aan haar baarmoeder was noodzakelijk om twee dochters te krijgen.
Ze zweeg voor de buitenwereld en haar kinderen over wat er met haar was gebeurd, totdat ze in 1992 een schokkende reportage zag over Koreaanse vrouwen die vertelden dat ze door de Japanse bezetter tot prostitutie waren gedwongen. Op uitnodiging van de Stichting Japanse Ereschulden sprak ze over haar ervaringen in de Tweede Wereldoorlog op de Internationale Openbare Hoorzitting over Japanse Oorlogsmisdaden op 9-10 december 1992 in Tokio. Ze schreef in 1994 het boek Fifty Years of Silence over haar ervaringen.
O'Herne stierf op 19 augustus 2019 in Adelaide, Zuid-Australië op 96-jarige leeftijd.
Jan Ruff O'Herne werd in 2001 geridderd in de Orde van Oranje-Nassau